# Saint-Martin-de-Ribérac
Saint-Martin-de-Ribérac é uma comuna francesa na região administrativa da Nova Aquitânia, no departamento Dordonha. Estende-se por uma área de 16,41 km². Em 2010 a comuna tinha 741 habitantes (densidade: 45,2 hab./km²).